# Чарльз Поллард
Чарльз Ройлон Поллард (англ. Charles Roylon Pollard; нар. 24 березня 1973, Джорджтаун, Гаяна) — гаянський футболіст, центральний захисник. Асистент головного тренера національної збірної Гаяни.

## Клубна кар'єра
Футбольну кар'єру розпочав на батьківщині, де виступав за «Альфа Юнайтед», «Пеле» та «Нетрокерс». У 1998 році обраний найкращим футболістом Гаяни. Згодом виїхав до Тринідада і Тобаго, де провів більшість своєї кар'єри. Спочатку виступав за «Докс Келвалас» та «Дабл-Ю Конекшн». У 2002 році став гравцем «Норт-Іст Старз». По ходу сезону перебрався до «Норт-Іст Старз», з яким як капітан команди 2004 року виграв чемпіонату Тринідаду і Тобаго.  Після цього перебрався до «Сан-Хуан Джаблоті», з яким став срібним призером чемпіонату країни. У 2006 році він знову представляв «Норт-Іст Старз», але жодного трофею з командою не здобув.
По ходу сезону 2007 року перебрався до американського клубу «Бруклін Кнайтс» з четвертого дивізіону чемпіонату країни - USL Premier Development League. «Кнайтс» посіли друге місце в Північно-східній конференції та вийшли у півфінал плей-оф, де Чарльз зіграв чотири матчі. Через півроку повернувся до Тринідаду і Тобаго, де став гравцем «Каледонії АІА». У січні 2010 року став гравцем «Джо Паблік», але за 10 матчів у стартовому складі з'явився 2 рази. У квітні 2010 року у пошуках стабільної ігрової практики в своєму останньому сезоні на професіональному рівні залишив вище вказаний клуб. Того ж місяця повернувся до свого колишнього клубу, «Норт-Іст Старз», в якому відіграв сезон 2010/11 років.

## Кар'єра в збірній
У національній збірній Гаяни дебютував 29 березня 1996 року в програному (1;2) поєдинку кваліфікації чемпіонату світу проти Гренади. Рік по тому став капітаном національної збірної, а 2006 року відзначився першим голом за збірну. Брав участь у двох невдалих для гаянців матчах кваліфікації чемпіонату світу 2010 року. Також брав участь у кваліфікації чемпіонату світу 2014, де відзначився голом у переможному (2:0) матчі проти Барбадосу.

## Кар'єра тренера
У лютому 2019 року, відомий під прізвиськом «Лілі», призначений помічником головного тренера збірної Гаяни у штабі Майкла Джонсона.